# Баскская овчарка

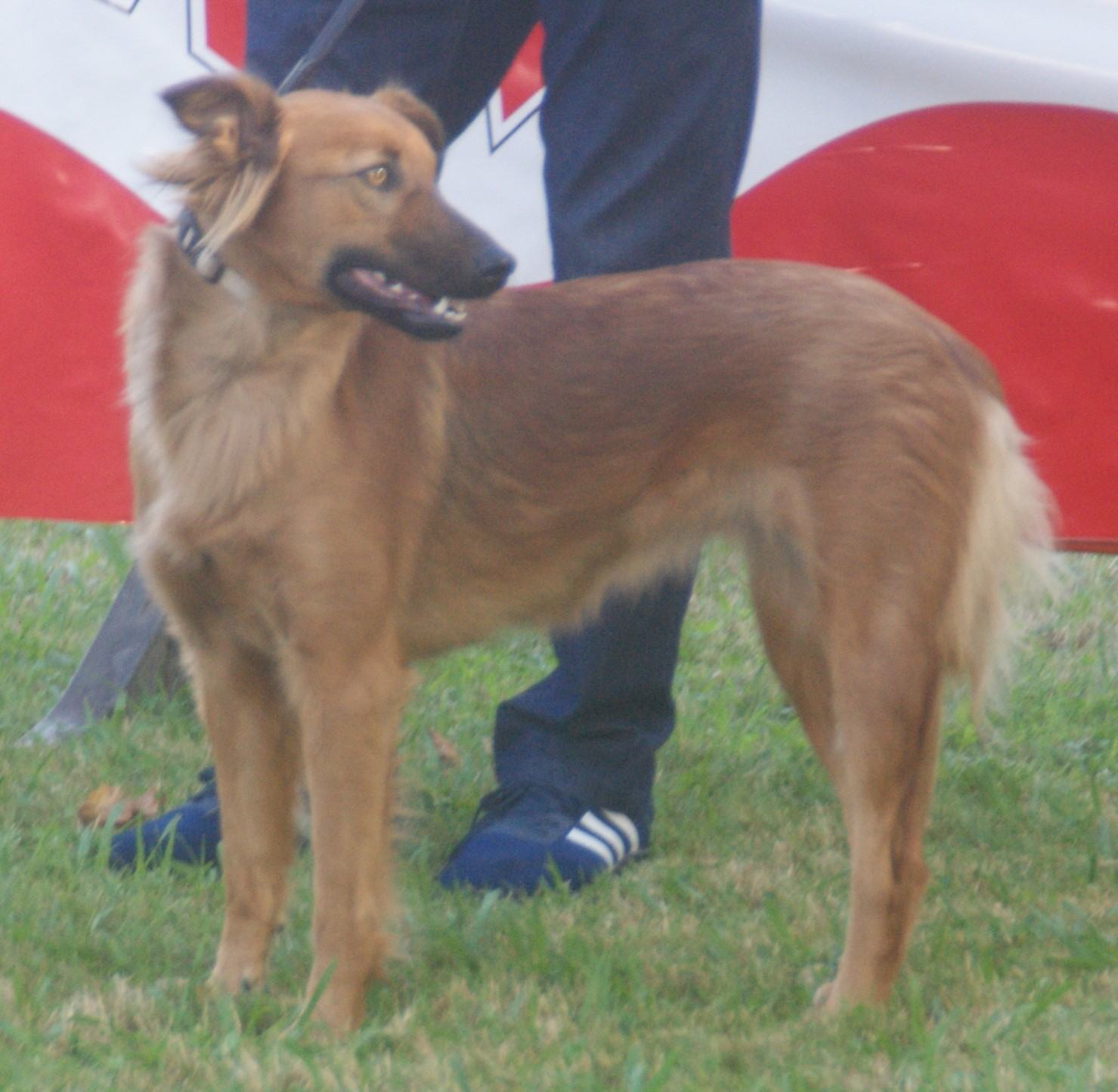
Баскская овчарка

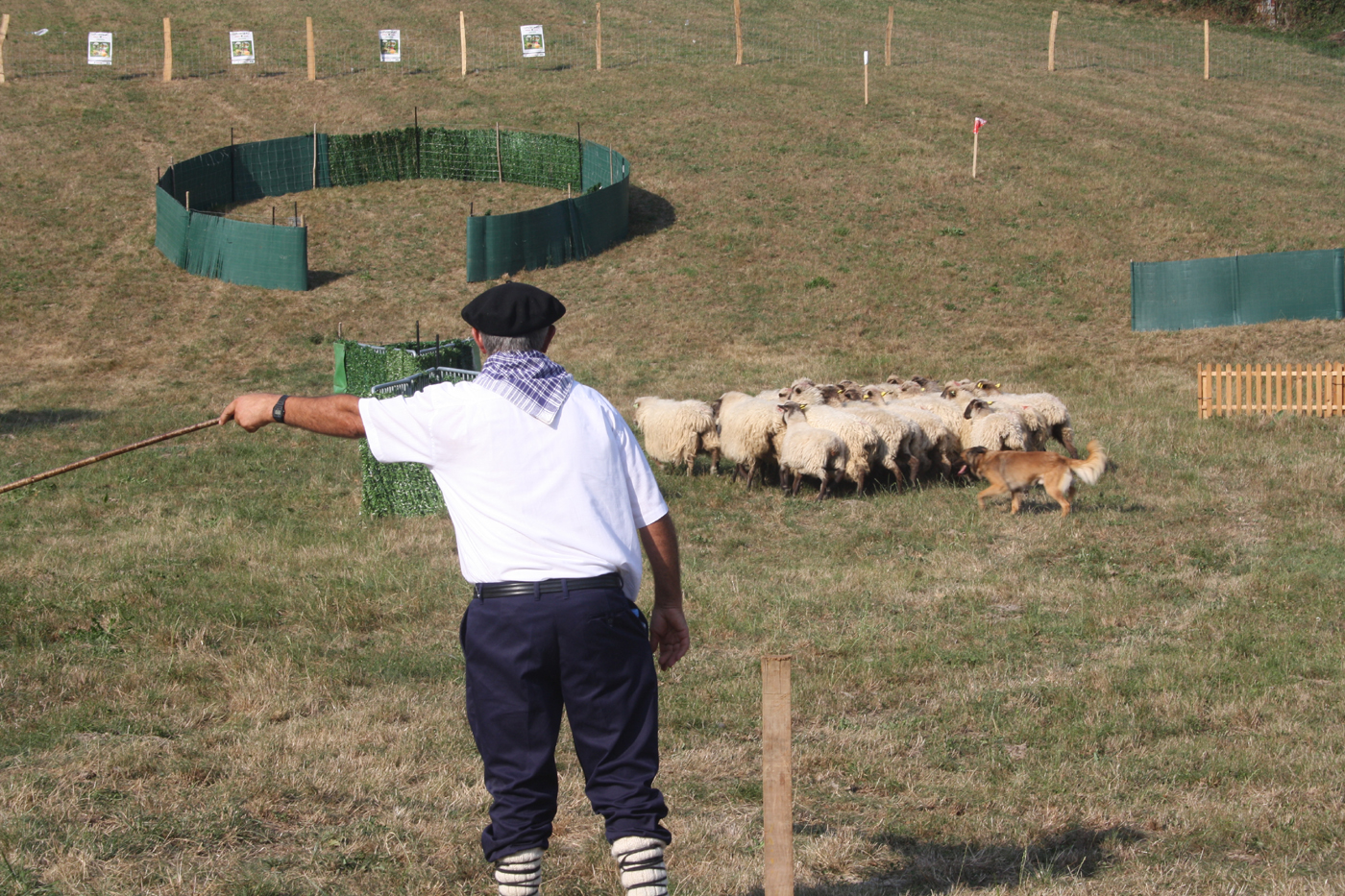
Баскская овчарка за работой

Ба́скская овча́рка (исп. pastor vasco, баск. euskal artzain txakurra) — это порода собак, выведенная на севере Испании, в Стране Басков и традиционно используемая местными пастухами для помощи при охране скота. Полагают, что она произошла от центрально европейских овчарок.

## Внешний вид
У этих собак хорошо сложенные, пропорциональные, сильные, прямоугольные тела, предназначенные для быстрого бега. Соотношение высоты к длине тела около 1:1,2.
Шерсть золотого или медного оттенка, шелковистая и умеренной длины, а на морде и передних лапах — очень короткая. Глаза овальные, каштанового или янтарного цвета с тёмной окантовкой век. Уши треугольной формы, высоко посажены, лёгкие, часто бывают сложены и затянуты назад. Лапы имеют овальную форму. На задних лапах могут быть один или два прибылых пальца. Хвост саблевидный, опущенный вниз, в движении поднимается.
1 июня 1995 года баскская овчарка официально признана Испанской кинологической федерацией (Real Sociedad Canina de España).